# A zsaruk becsülete
A zsaruk becsülete (eredeti cím: Pride and Glory) 2008-ban bemutatott amerikai–német bűnügyi filmdráma, melyet saját és Joe Carnahan forgatókönyvéből Gavin O’Connor rendezett. A főbb szerepekben Edward Norton, Colin Farrell, Jon Voight, Noah Emmerich és Jennifer Ehle látható.
Az Amerikai Egyesült Államokban 2008. október 24-én bemutatott film bevételi és kritikai szempontból sem lett sikeres.

## Cselekmény
Ray Tierney az NYPD nyomozója, családja számos tagja is a testületnél szolgál. Amikor egy rajtaütés során négy rendőr életét veszti, Tierney kezd nyomozni az ügyben. Családtagjai érintettsége miatt a nyomozás hamarosan személyes jellegűvé válik, Tierney pedig nehéz döntések meghozatalára kényszerül.

## Szereplők
| Színész               | Szerep                                    | Magyar hang        |
| --------------------- | ----------------------------------------- | ------------------ |
| Colin Farrell         | Jimmy Egan őrmester                       | Rajkai Zoltán      |
| Edward Norton         | Ray Tierney nyomozó                       | Kaszás Gergő       |
| Jon Voight            | Francis Tierney Sr. helyettes rendőrfőnök | Barbinek Péter     |
| Noah Emmerich         | Francis "Fran" Tierney Jr. felügyelő      | Király Attila      |
| Jennifer Ehle         | Abby Tierney                              | Kisfalvi Krisztina |
| John Ortiz            | Reuben "Sandy" Santiago rendőr            | Görög László       |
| Shea Whigham          | Kenny Dugan rendőr                        | Epres Attila       |
| Frank Grillo          | Eddie Carbone rendőr                      | Karácsonyi Zoltán  |
| Lake Bell             | Megan Egan                                | Peller Anna        |
| Rick Gonzalez         | Eladio Casado                             | Kossuth Gábor      |
| Wayne Duvall          | Bill Avery                                | Jantyik Csaba      |
| Carmen Ejogo          | Tasha Tierney                             | Huszárik Kata      |
| Ramón Rodríguez       | Angel Tezo                                | Varga Rókus        |
| Manny Pérez           | "Coco" Dominguez                          | Kardos Róbert      |
| Leslie Denniston      | Maureen Tierney                           | Andresz Kati       |
| Hannah Riggins        | Caitlin Tierney                           |                    |
| Carmen LoPorto        | Francis Tierney III                       |                    |
| Lucy Grace Ellis      | Bailey Tierney                            |                    |
| Ryan Simpkins         | Shannon Egan                              |                    |
| Ty Simpkins           | Matthew Egan                              |                    |
| Maximiliano Hernández | Carlos Bragon                             | Láng Balázs        |

## Fogadtatás

### Bevételi adatok
A 30 millió dollárból készült film alig hozta vissza elkészítésének költségeit. Az amerikai mozikban a bemutató hétvégéjén az 5. helyen nyitott, 6,3 millió dolláros bevétellel. Észak-Amerikában 15,7 millió, míg a többi területen 15,5 millió dollárt termelve összesen 31,2 millió dollár összbevételt ért el.

### Kritikai visszhang
A film gyenge kritikákat kapott. A Rotten Tomatoes adatai alapján, 156 kritikát összegezve 35%-os értékelésen áll. A weboldal szöveges összefoglalója szerint „a cselekmény sablonos, a párbeszédek közhelyesek: a film keveset tesz azért, hogy megkülönböztesse magát a többi, rendőri procedúrákról szóló filmtől.”
Néhány kritika rasszizmussal vádolta a filmet, a dominikai származású amerikaiak előítéletes ábrázolásmódja miatt.

## Fordítás
- Ez a szócikk részben vagy egészben  a   Pride and Glory (film) című angol Wikipédia-szócikk fordításán alapul.  Az eredeti cikk szerkesztőit annak laptörténete sorolja fel. Ez a jelzés csupán a megfogalmazás eredetét és a szerzői jogokat jelzi, nem szolgál a cikkben szereplő információk forrásmegjelöléseként.